# Lamas de Mouro
Lamas de Mouro ist ein Ort und eine ehemalige Gemeinde (Freguesia) im nordportugiesischen Kreis Melgaço. Die Gemeinde hatte 117 Einwohner (Stand 30. Juni 2011).
Am 29. September 2013 wurden die Gemeinden Lamas de Mouro und Castro Laboreiro zur neuen Gemeinde União das Freguesias de Castro Laboreiro e Lamas de Mouro zusammengeschlossen.